# Кросс-Вілледж (Мічиган)
Кросс-Вілледж (англ. Cross Village) — переписна місцевість (CDP) в США, в окрузі Еммет штату Мічиган. Населення — 79 осіб (2020).

## Географія
Кросс-Вілледж розташований за координатами 45°38′38″ пн. ш. 85°1′52″ зх. д. / 45.64389° пн. ш. 85.03111° зх. д. (45.643793, -85.031061).  За даними Бюро перепису населення США в 2010 році переписна місцевість мала площу 1,90 км², уся площа — суходіл.

## Демографія
Згідно з переписом 2010 року, у переписній місцевості мешкали 93 особи в 50 домогосподарствах у складі 26 родин. Густота населення становила 49 осіб/км².  Було 110 помешкань (58/км²).
Расовий склад населення:
| - 87,1 % — білих - 11,8 % — корінних американців - 1,1 % — чорних або афроамериканців |

До двох чи більше рас належало 0,0 %. Частка іспаномовних становила 0,0 % від усіх жителів.
За віковим діапазоном населення розподілялося таким чином: 16,1 % — особи молодші 18 років, 62,4 % — особи у віці 18—64 років, 21,5 % — особи у віці 65 років та старші. Медіана віку мешканця становила 53,9 року. На 100 осіб жіночої статі у переписній місцевості припадало 126,8 чоловіків;  на 100 жінок у віці від 18 років та старших — 122,9 чоловіків також старших 18 років.
Середній дохід на одне домашнє господарство  становив 42 914 долари США (медіана — 36 250), а середній дохід на одну сім'ю — 46 738 доларів (медіана — 36 667). За межею бідності перебувало 8,6 % осіб, у тому числі 9,5 % дітей у віці до 18 років та 0,0 % осіб у віці 65 років та старших.
Цивільне працевлаштоване населення становило 41 осіб. Основні галузі зайнятості: освіта, охорона здоров'я та соціальна допомога — 31,7 %, роздрібна торгівля — 19,5 %, мистецтво, розваги та відпочинок — 17,1 %.